# Moggridgea albimaculata
Moggridgea albimaculata är en spindelart som beskrevs av Hewitt 1925. Moggridgea albimaculata ingår i släktet Moggridgea och familjen Migidae. Inga underarter finns listade i Catalogue of Life.